# Cimaung (Cimaung)
Cimaung is een bestuurslaag in het regentschap Bandung van de provincie West-Java, Indonesië. Cimaung telt 9802 inwoners (volkstelling 2010).